# AVIA City
AVIA City je plánovaný developerský projekt na místě bývalé AVIE na pomezí pražských Letňan a Čakovic. V současné době je brownfieldový areál AVIA o velikosti 66 hektarů zastavěn industriálními halami, sloužícími částečně jako skladové prostory.

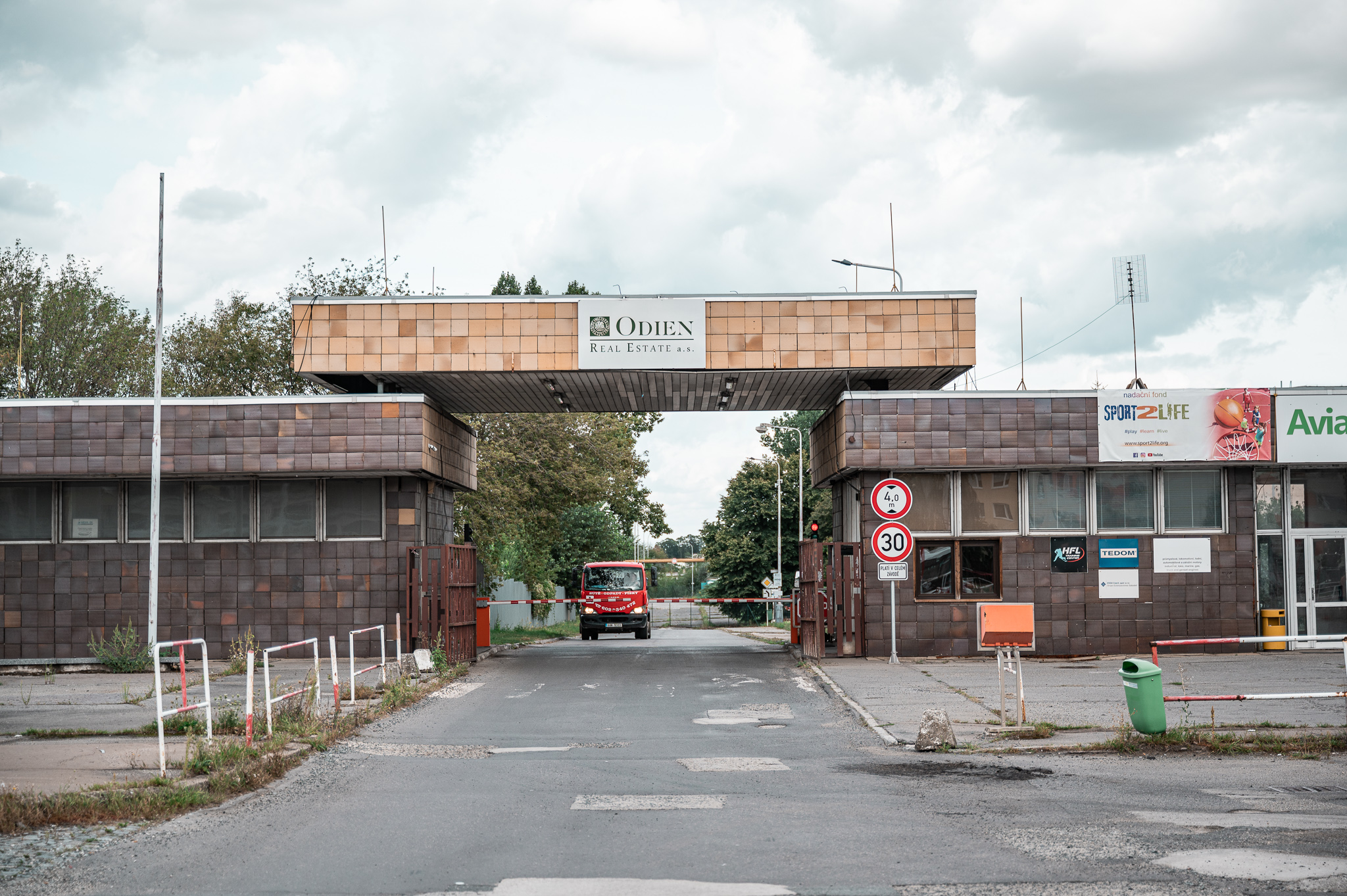
Vstupní Brána do AVIA Letňany

Cílem revitalizace brownfieldu je postupná proměna industriálního území do podoby městské čtvrti s přirozeně smíšeným funkčním využitím. Čtvrti, kde se bydlí i pracuje, kde dojde k prolnutí bydlení, občanské vybavenosti s funkcemi komerčními v podobě drobných provozoven, ateliérů, nerušící výroby, kanceláří a výzkumu a funkcemi rekreačními v podobě parků a sportovně-rekreačních ploch.

## Popis projektu
Projekt zahrnuje výstavbu bytů, kanceláří s sportovišť, ale počítá i s 8,5 ha zeleně, několika mateřskými a základními školami, rozšířením infrastruktury v Letňanech a Čakovicích včetně parkovacích míst, posílením hromadné dopravy a vybudováním prostorů pro služby. Ve spolupráci s hlavním městem Prahou a městskými částmi chce revitalizovat čakovické vlakové nádraží, prodloužit metro a tramvajovou trasu.

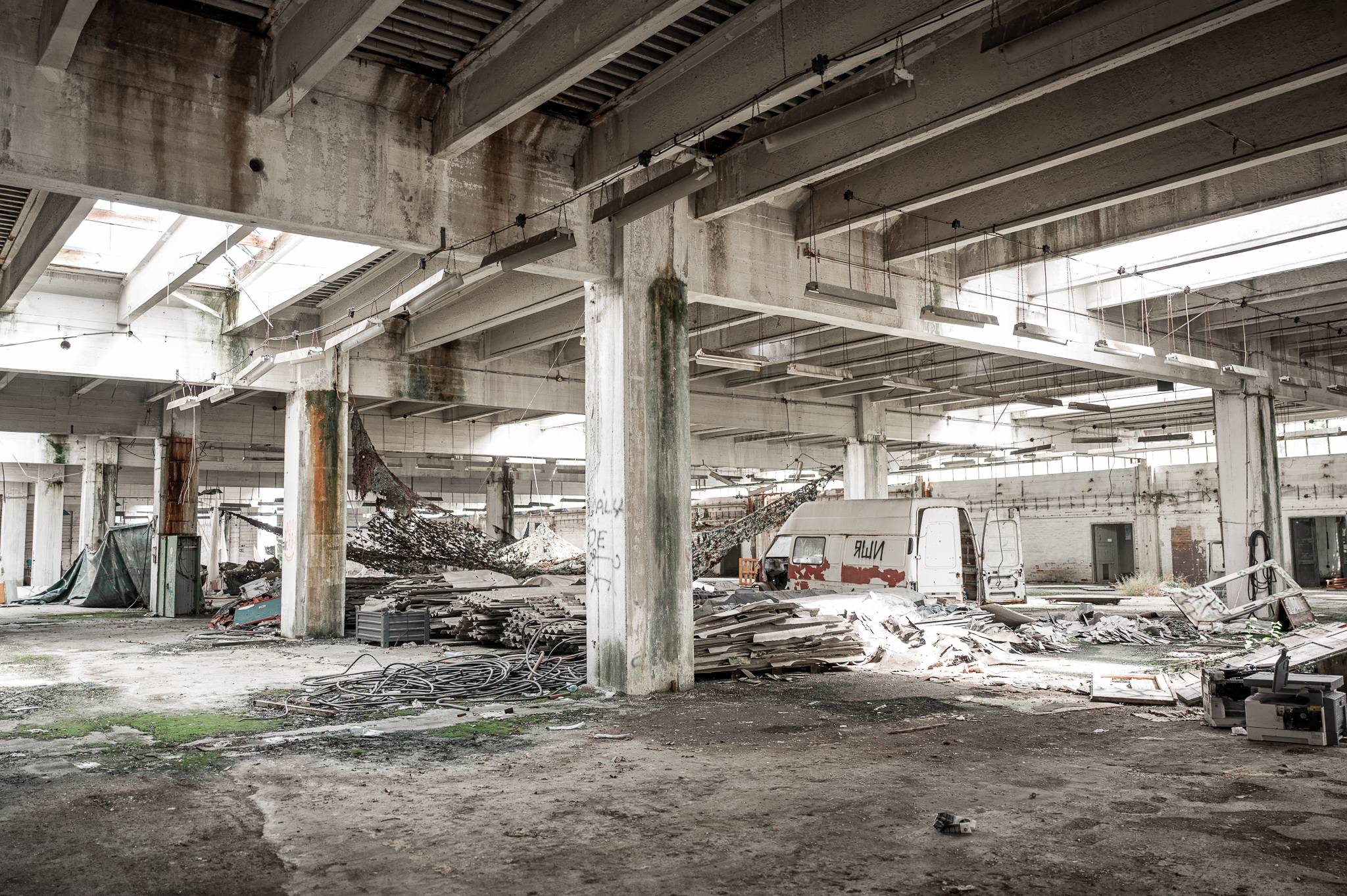
Jedna z chátrajících budov areálu AVIA v Letňanech

Za projektem stojí investiční skupina Odien, která 66 hektarový pozemek v Letňanech vlastní od roku 2004. Tento pozemek je jedním z největších brownfieldů v Praze a Odien pracuje na návrzích revitalizace od roku 2007. Na projektu spolupracuje Odien s architektonickým studiem Jakub Cigler Architekti, působícím na trhu od roku 2001.

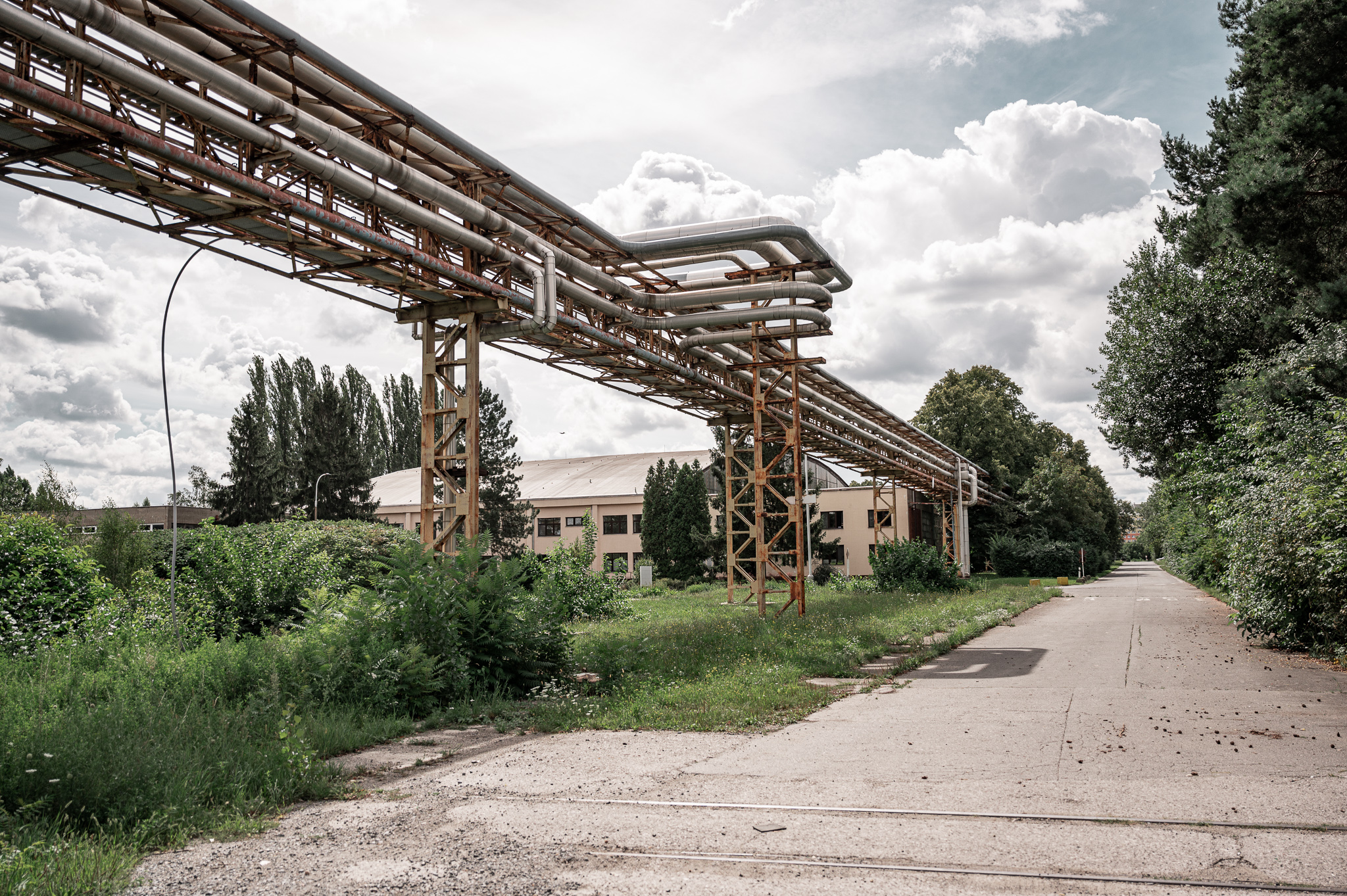
Rozsáhlé prostory areálu AVIA

### Fáze
Výstavba je rozdělena do čtyř fází tak, aby nenarušovala život obyvatel Letňan a Čakovic.
V první fázi mají vzniknout kromě bydlení také dvě mateřské školy, odstavné parkoviště na nádraží Čakovice a polyfunkční objekt, určený pro komerční využití (lékařské ordinace a drobné prodejní plochy).
Ve druhé fázi přibudou rezidenční kapacity propojené s komerčními prostory určenými pro živnostníky, výzkum, kanceláře nebo drobnou výrobu, vznikne rovněž nová mateřská škola.
Třetí fáze má významně rozšířit zelené plochy, a to zejména díky centrálnímu parku. Přibude i další mateřská škola.
Součástí čtvrté fáze projektu je výstavba bydlení a nová infrastruktura v ulicích. Měla by se dále rozšířit plocha zeleně, přibude mateřská škola a nový projekt základní školy a další komerční a nebytové prostory, které obohatí nabídku služeb.